# Zakaria El Ouahdi
Zakaria El Ouahdi (Hoboken, 31 december 2001) is een Marokkaans-Belgisch profvoetballer die doorgaans als rechtervleugelverdediger speelt. In september 2023 maakte hij de overstap van RWD Molenbeek naar KRC Genk. El Ouahdi is ook Marokkaans international.

## Carrière

### Jeugd en begin profcarrière
El Ouahdi is afkomstig van Wilrijk. Hij leerde voetballen op straat in Hoboken, waar iemand van de Academie van Zulte Waregem hem ontdekte. Enkele jaren later verhuisde hij naar een andere academie in Engeland. Uiteindelijk keerde hij terug naar België, waar hij via de beloften van Berchem Sport bij Rupel Boom belandde.
Bij Rupel Boom stond hij tijdens zijn eerste officiële wedstrijd in het eerste elftal, een bekerwedstrijd tegen Olympia Wijgmaal, meteen aan het kanon. El Ouahdi speelde vervolgens ook nog tegen Knokke FC in Eerste nationale, maar door de stopzetting van de competitie vanwege de coronapandemie kwam hij daarna lang niet aan spelen toe.

### RWDM
Vervolgens trok El Ouahdi naar RWDM, waar hij aanvankelijk aansloot bij de beloften. Op 14 augustus 2021 maakte hij er evenwel al zijn officiële debuut in het eerste elftal: op de eerste competitiespeeldag in Eerste klasse B mocht hij tegen Royal Excel Moeskroen in de 70e minuut invallen voor Corenthyn Lavie. Nadat hij ook in de drie volgende officiële wedstrijden mocht invallen, kondigde RWDM op 9 september 2021 aan dat El Ouahdi er zijn eerste profcontract had ondertekend. Gedurende het seizoen 2022/23 werd hij een absolute sterkhouder in het elftal van coach Vincent Euvrard. Op de positie van rechtervleugelverdediger, een nieuwe positie voor hem, was hij dat seizoen goed voor 25 competitiewedstrijden waarin El Ouahdi goed was voor 7 doelpunten en 5 assists. Met RWDM werd hij dat seizoen uiteindelijk kampioen in de Eerste klasse B waardoor promotie naar het hoogste niveau afgedwongen werd. Het seizoen 2023/24 startte El Ouahdi bij RWDM, hij stond in de basis in de eerste 5 competitiewedstrijden van het seizoen.

### KRC Genk
Begin september 2023 raakte bekend dat El Ouahdi de overstap zou maken naar KRC Genk waar hij een contract ondertekende voor 3 seizoenen met een optie op een nog een extra seizoen. Bij Genk wordt hij binnen gehaald om de concurrentie aan te gaan met de vaste rechtsachter Daniel Muñoz.

## Clubstatistieken
| Seizoen     | Club        | Competitie      | Competitie | Competitie | Competitie | Beker | Beker | Beker | Internationaal | Internationaal | Internationaal | Totaal | Totaal | Totaal |
| Seizoen     | Club        | Competitie      | Wed.       | Dlp.       | Ass.       | Wed.  | Dlp.  | Ass.  | Wed.           | Dlp.           | Ass.           | Wed.   | Dlp.   | Ass.   |
| ----------- | ----------- | --------------- | ---------- | ---------- | ---------- | ----- | ----- | ----- | -------------- | -------------- | -------------- | ------ | ------ | ------ |
| 2020/21     | Rupel Boom  | 1e Nationale    | 1          | 0          | 0          | 2     | 1     | 0     | —              | —              | —              | 3      | 1      | 0      |
| Club Totaal | Club Totaal | Club Totaal     | 1          | 0          | 0          | 2     | 1     | 0     | 0              | 0              | 0              | 3      | 1      | 0      |
| 2021/22     | RWDM        | Eerste klasse B | 23         | 1          | 1          | 1     | 0     | 0     | —              | —              | —              | 24     | 1      | 1      |
| 2022/23     | RWDM        | Eerste klasse B | 25         | 7          | 5          | 2     | 0     | 0     | —              | —              | —              | 27     | 7      | 5      |
| 2023/24     | RWDM        | Eerste klasse A | 5          | 0          | 0          | 0     | 0     | 0     | —              | —              | —              | 5      | 0      | 0      |
| Club Totaal | Club Totaal | Club Totaal     | 53         | 8          | 6          | 3     | 0     | 0     | 0              | 0              | 0              | 56     | 8      | 6      |
| 2023/24     | KRC Genk    | Eerste klasse A | 24         | 0          | 4          | 2     | 0     | 0     | 1              | 0              | 0              | 27     | 0      | 4      |
| 2024/25     | KRC Genk    | Eerste klasse A | 36         | 6          | 2          | 4     | 2     | 0     | 0              | 0              | 0              | 40     | 8      | 2      |
| Club Totaal | Club Totaal | Club Totaal     | 60         | 6          | 6          | 6     | 2     | 0     | 1              | 0              | 0              | 67     | 8      | 6      |
| TOTAAL      | TOTAAL      | TOTAAL          | 114        | 14         | 12         | 12    | 3     | 0     | 1              | 0              | 0              | 126    | 17     | 12     |

Bijgewerkt op 25 mei 2025.

## Interlandcarrière
El Ouahdi debuteerde in 2023 voor Jong Marokko, waarmee hij in dat zelfde jaar de Afrika onder 23 won.

## Palmares
| Kampioen Eerste Klasse B | 1x | 2022/23 |

| Competitie          | Winnaar     | Winnaar     | Runner-up   | Runner-up   | Derde       | Derde       |
| Competitie          | Aantal      | Jaren       | Aantal      | Jaren       | Aantal      | Jaren       |
| Marokko U23         | Marokko U23 | Marokko U23 | Marokko U23 | Marokko U23 | Marokko U23 | Marokko U23 |
| ------------------- | ----------- | ----------- | ----------- | ----------- | ----------- | ----------- |
| Afrika Cup onder 23 | 1x          | 2023        |             |             |             |             |